# (2920) Automedon
(2920) Automedon ist ein Asteroid aus der Gruppe der Jupiter-Trojaner. Damit werden Asteroiden bezeichnet, die auf den Lagrange-Punkten auf der Bahn des Jupiter um die Sonne laufen. (2920) Automedon wurde am 3. Mai 1981 von Edward L. G. Bowell entdeckt. 
Der Asteroid ist benannt nach Automedon, einem griechischen Soldaten des Trojanischen Krieges.